# El noviazgo del padre de Eddie
El noviazgo del padre de Eddie es una película estadounidense del año 1963, del género de comedia, basada en la novela homónima de Mark Toby, dirigida por Vincente Minnelli y protagonizada por Glenn Ford, Shirley Jones, Stella Stevens y Ron Howard.

## Argumento
Tom Corbett (Glenn Ford) ha quedado viudo. Su hijo pequeño quiere que se vuelva a casar y le anima a buscar una mujer que pueda ser su esposa. Corbett va conociendo a diferentes mujeres, pero ninguna es del agrado de Eddie porque en el fondo él querría que su padre se fijara en la mujer que tiene más cerca, que es la vecina.
- Datos: Q530679